# ناغا جولوكي (نبات)
ناغا جولوكي أو فلفل الشبح هو نوع من الفلفل الحار جداً وقد تم تسجيله ضمن موسوعة غينيس للأرقام القياسية كأكثر أنواع الفلفل حرارة، إذ يقدر أنه أكثر 400 مرة حرارة من الفلفل العادي، ينبت هذا النوع من الفلفل في مناطق الشمالية للهند وفي بنغلاديش، وفي بعض الحالات يمكن لأقل من 4 غرامات منه قتل إنسان بالغ.

في عام 2007 ، أقرت موسوعة جينيس للأرقام القياسية أن الفلفل الشبح كان أشد أنواع الفلفل الحار سخونة في العالم ، وهو أسخن 170 مرة من صلصة تاباسكو. وقد صُنف فلفل الشبح الحار بأكثر من مليون وحدة على مقياس سكوفيل، وهو يتجاوز بكثير كمية الفلفل الحار. ومع ذلك ، في السباق لزراعة الفلفل الحار الأكثر سخونة ، تم استبدال الفلفل الحار من قبل Trinidad Scorpion Butch T pepper في عام 2011 و كارولاينا ريبر في عام 2013.

## معرض صور

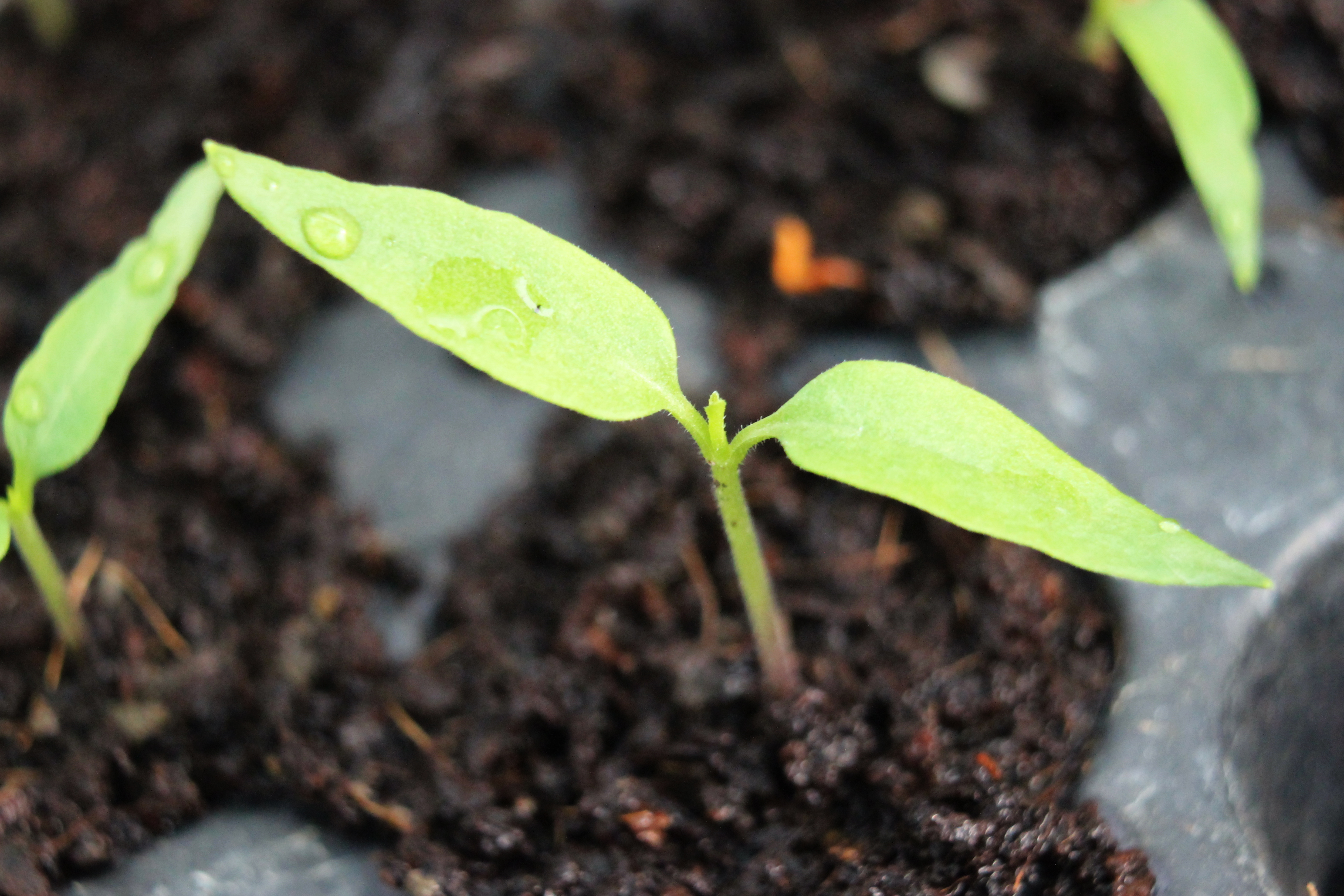
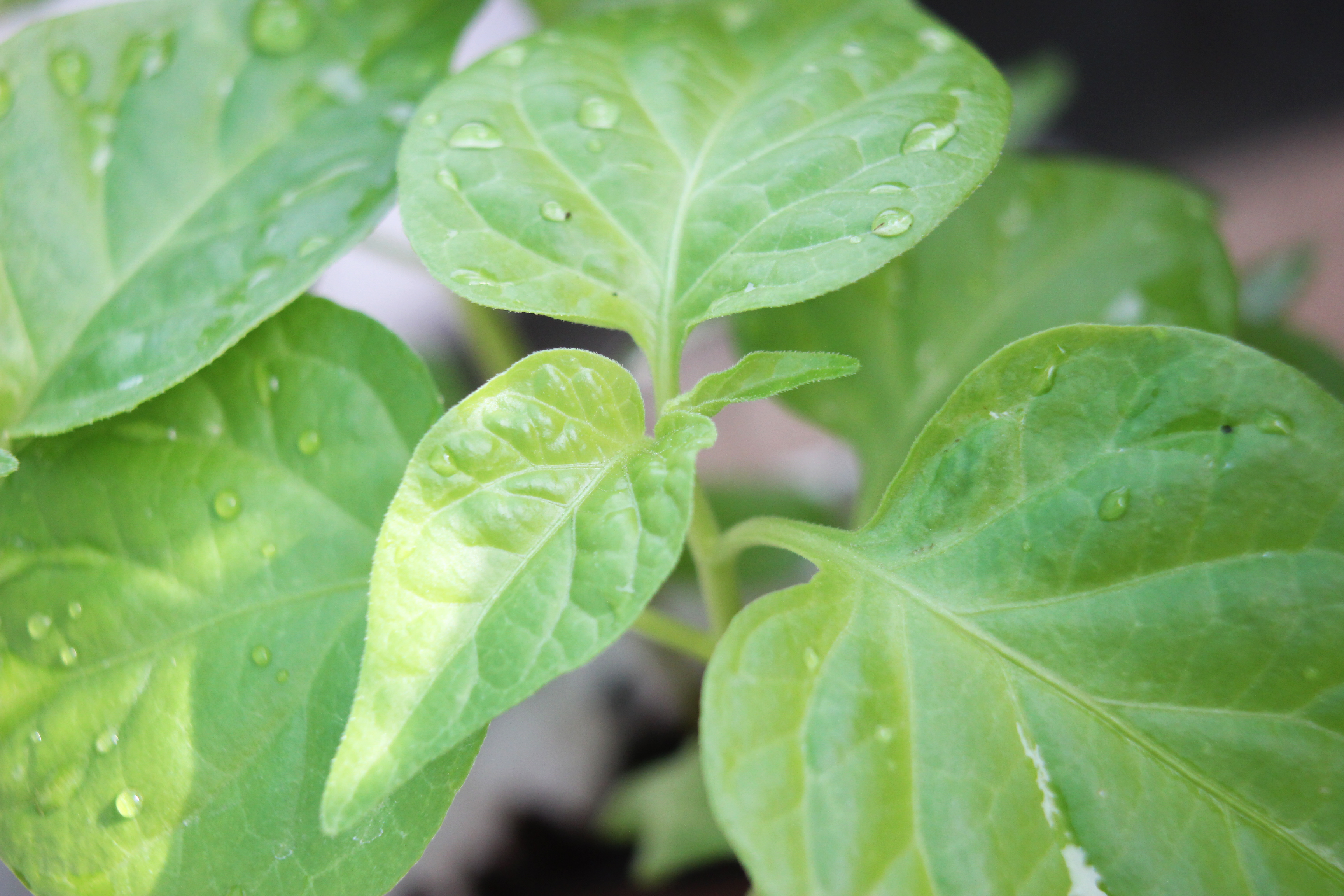
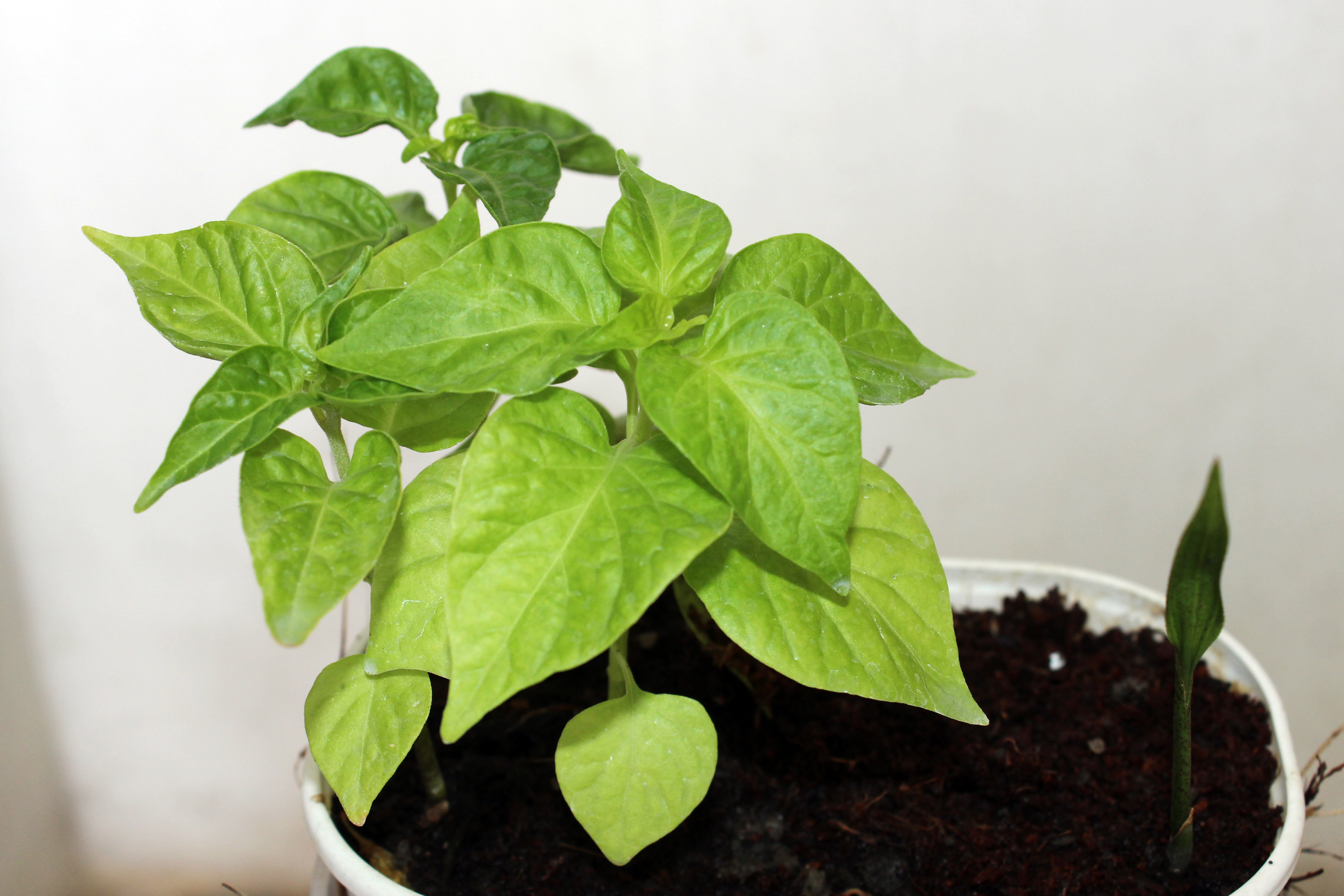
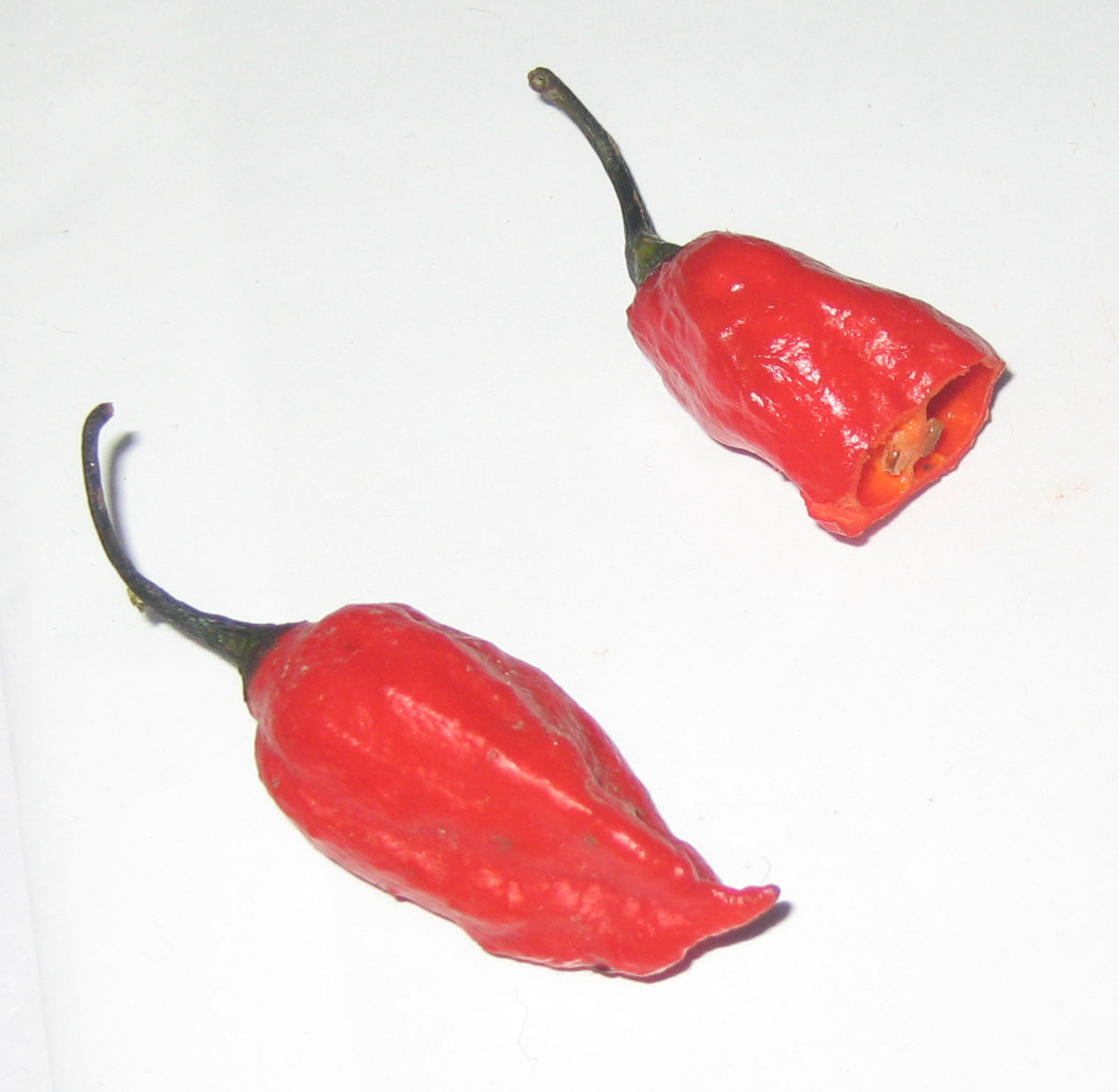
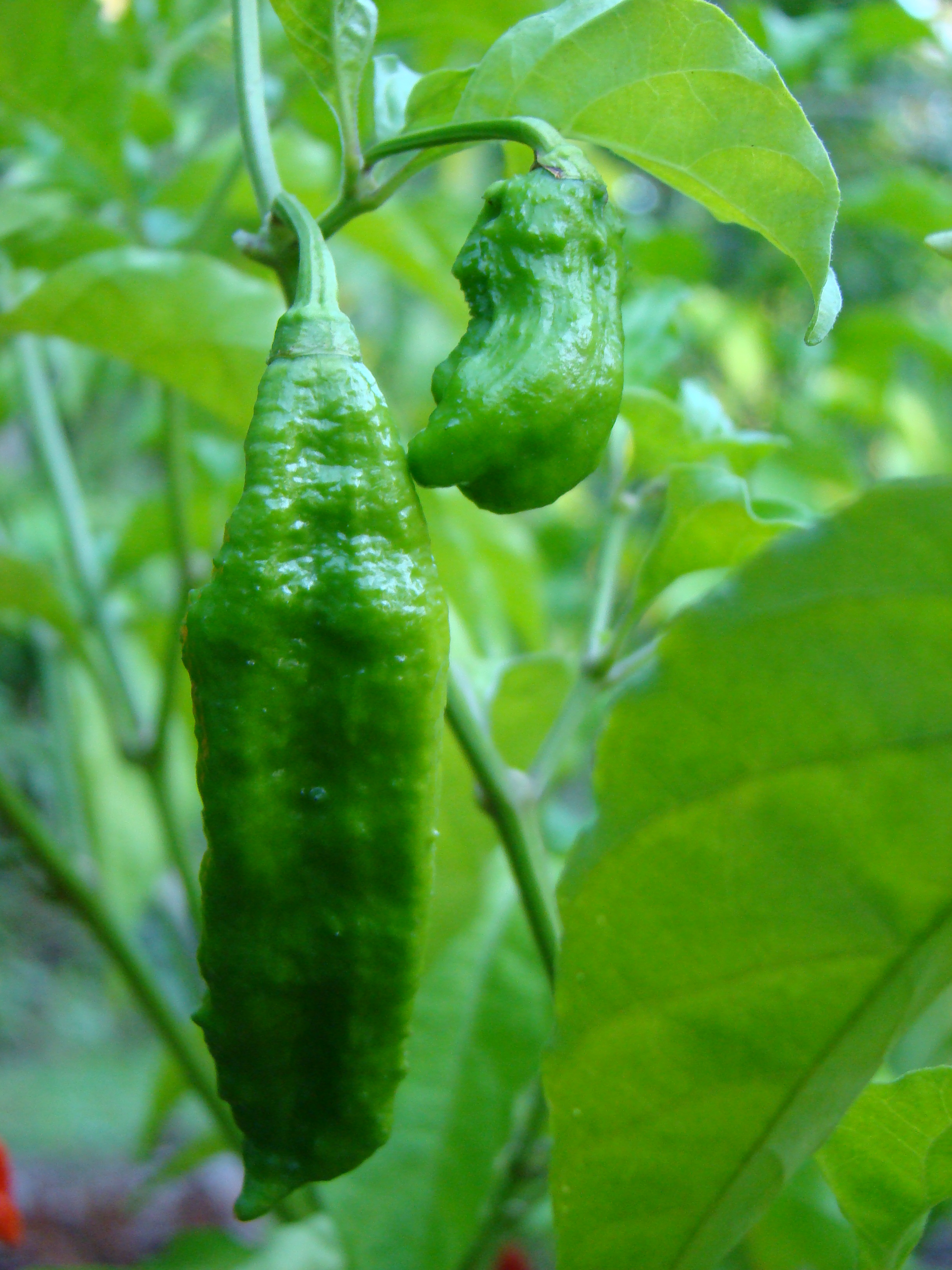
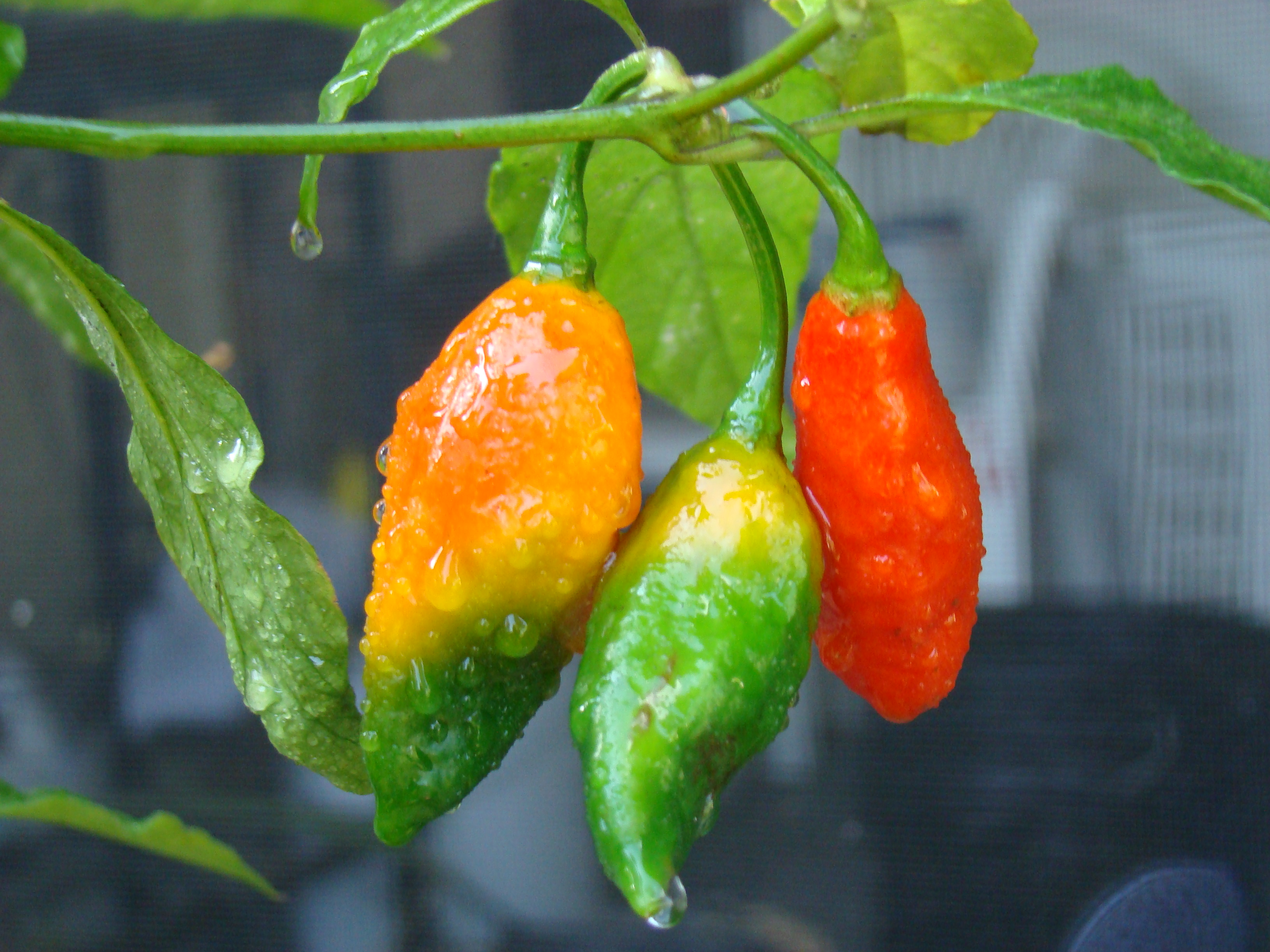
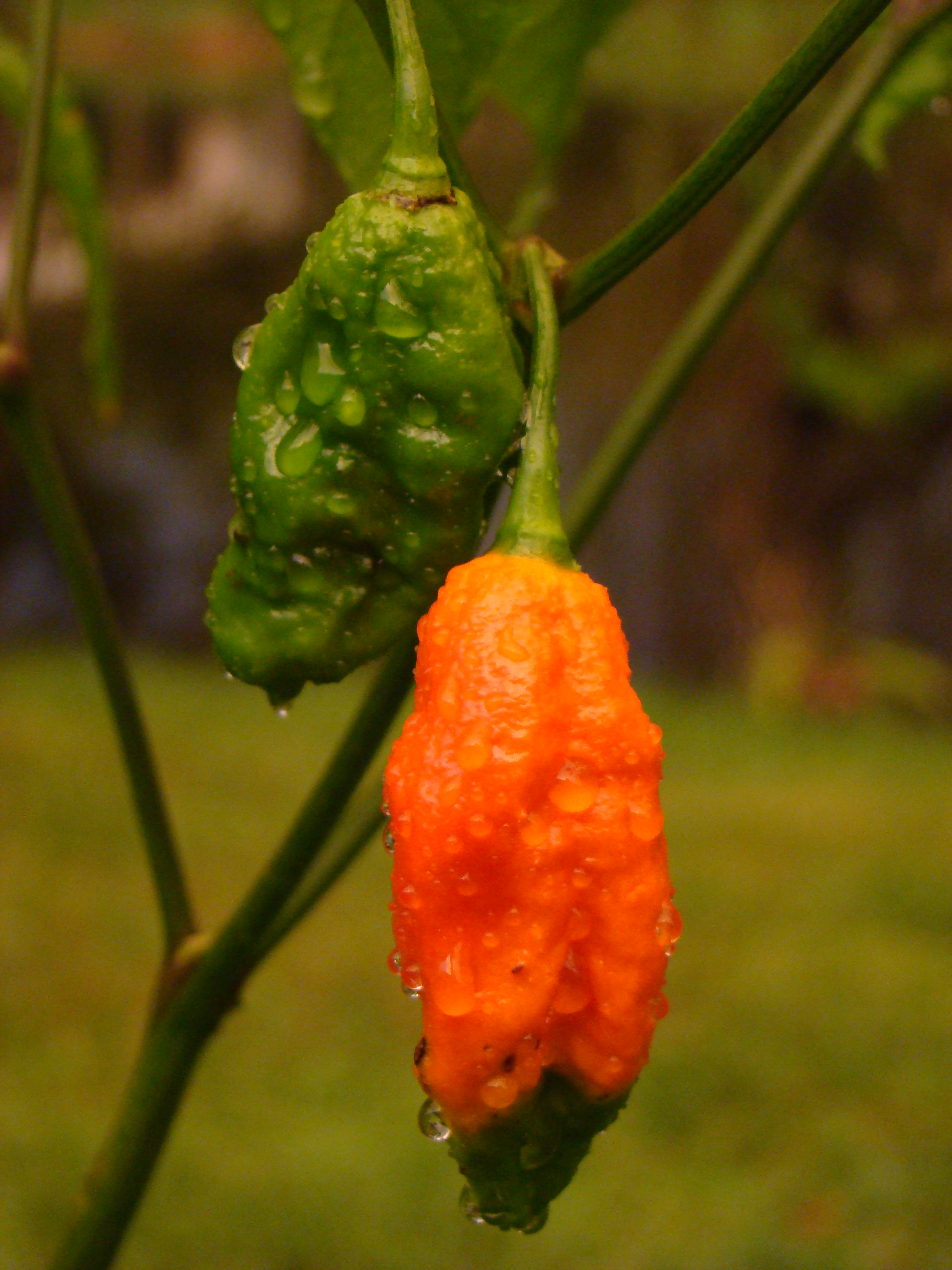
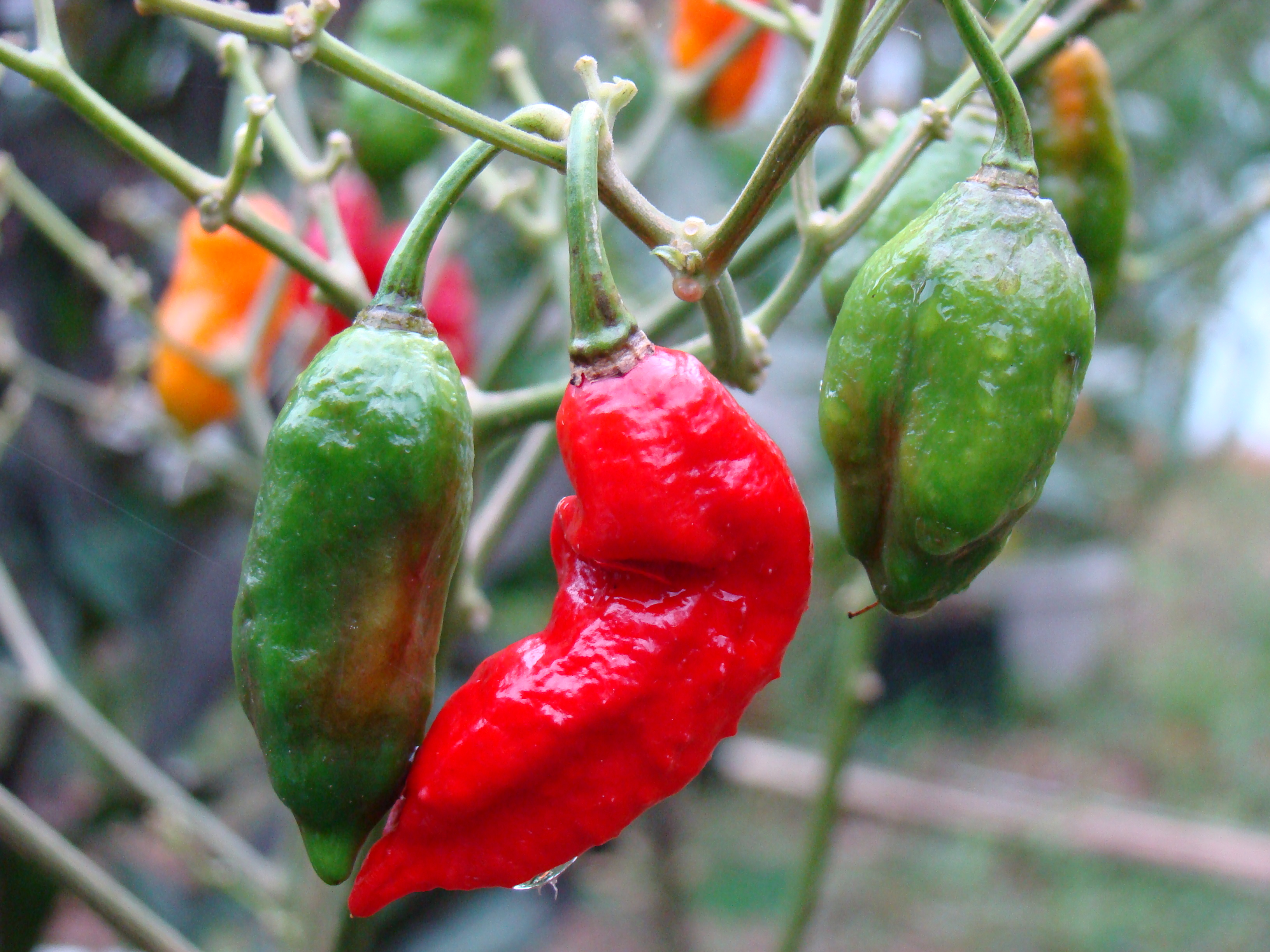
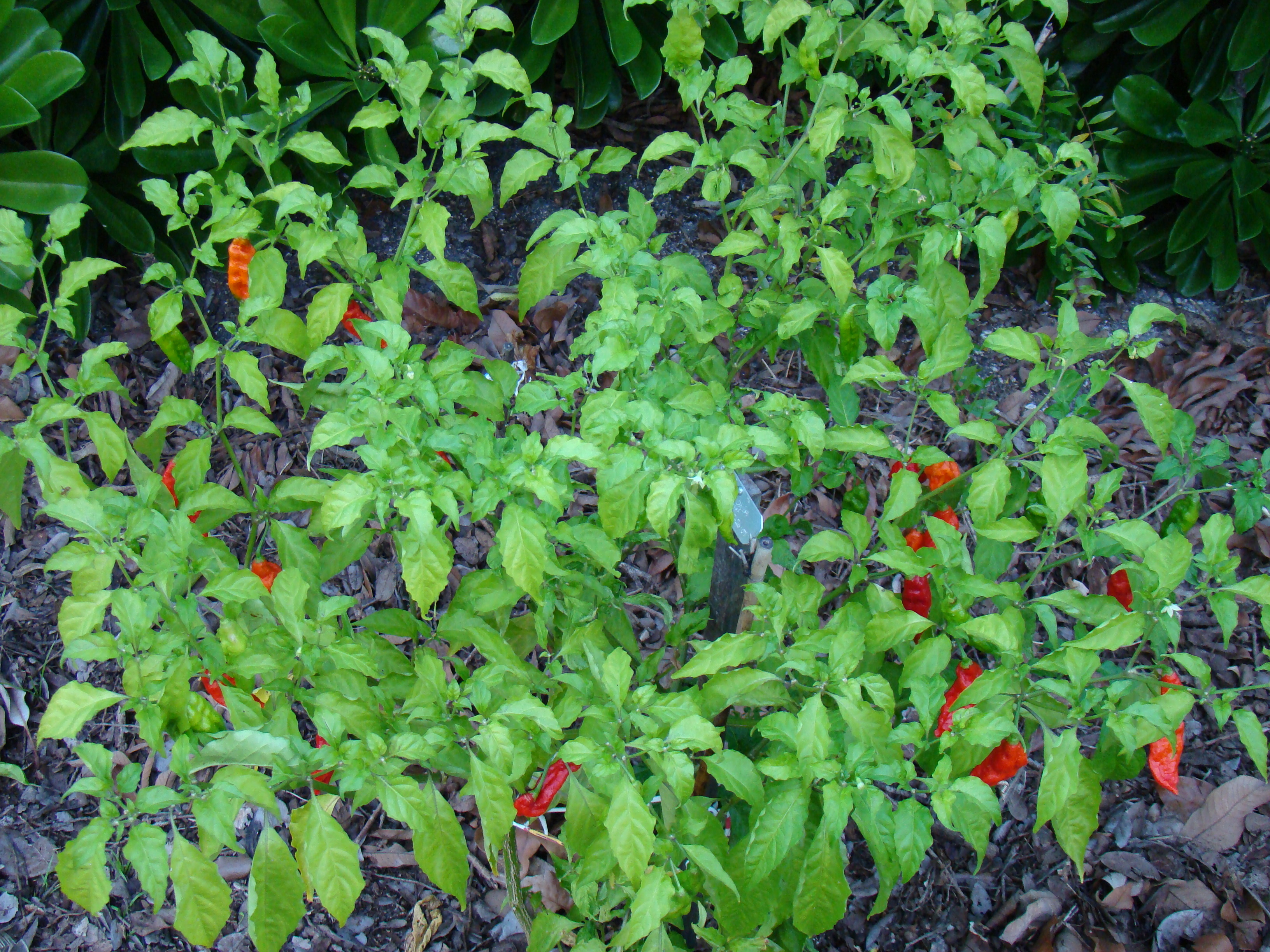
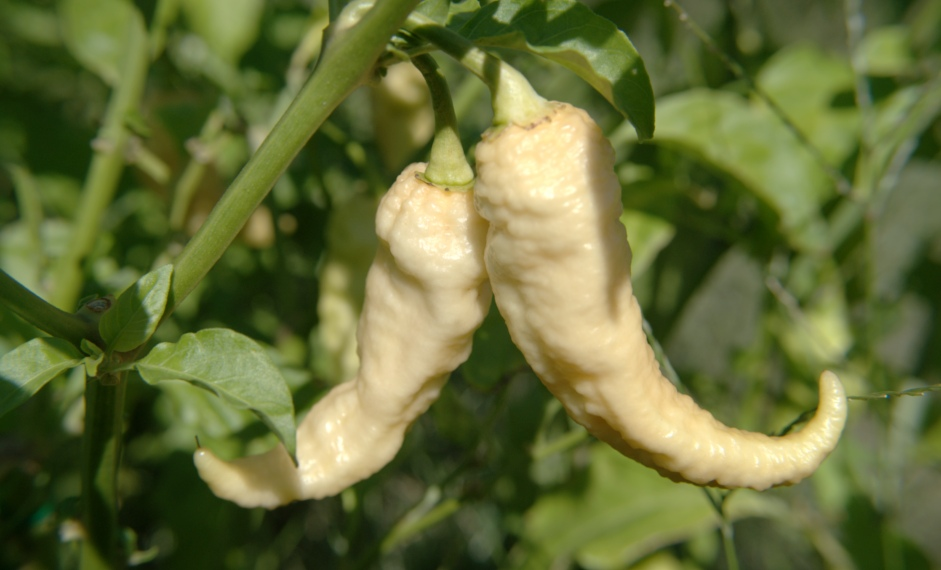
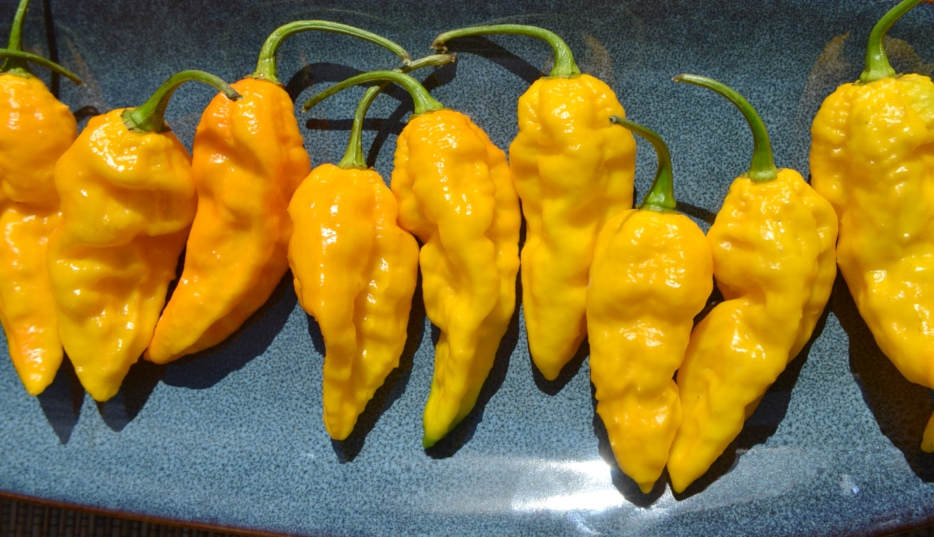
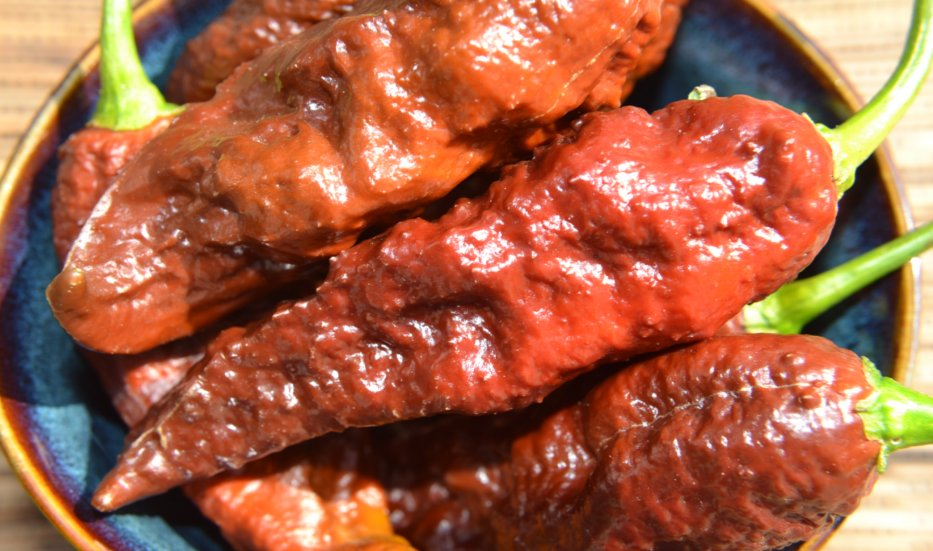
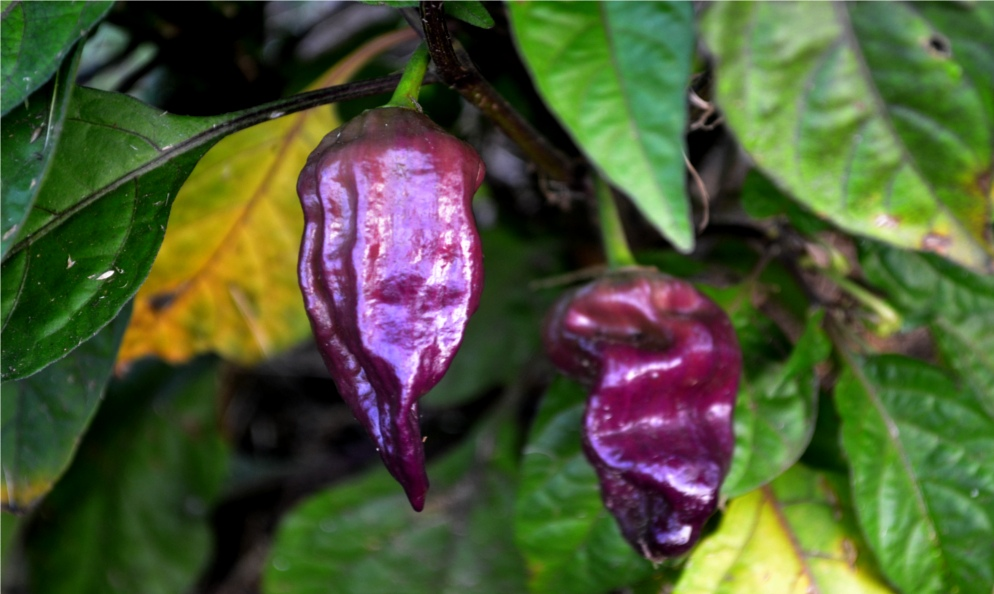
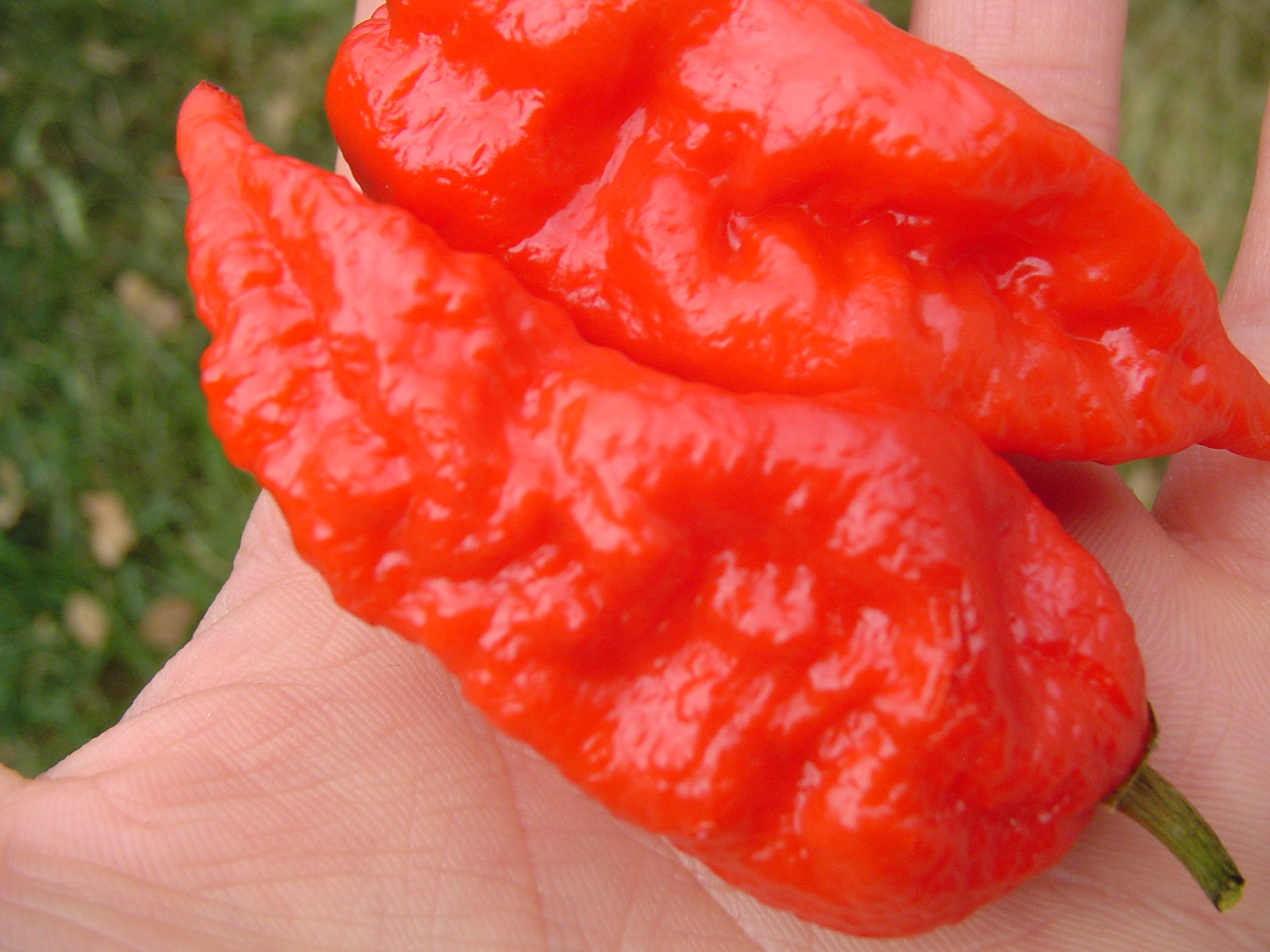